# Still Climbing
Still Climbing — четвёртый и последний студийный альбом американской хард-рок-группы Cinderella, выпущенный в ноябре 1994 года на лейбле Mercury Records. Выход альбома был осложнён тем, что, начиная с 1991 года Том Кейфер испытывал проблемы с голосом.
Альбом достиг 178 позиции в Billboard 200.

## Запись
Песня «Talk Is Cheap», прозвучавшая на концерте Cinderella в 1987 году, была короче по продолжительности и исполнялась в более быстром темпе, чем окончательная версия, записанная группой для Still Climbing.
«Freewheelin» — самая старая песня, которая написана и выпущена на демозаписи группы в 1985 году, перед записью первого альбома Night Songs. Песня «Hot & Bothered» впервые была выпущена в альбоме-саундтреке Wayne’s World: Music from the Motion Picture к фильму «Мир Уэйна».

## Отзывы критиков
Согласно Encyclopedia of Popular Music, альбом Still Climbing — это «сильное возвращение» группы. Критики AllMusic назвали пластинку жёстким альбомом, который показывает, что группа отталкивается от блюзового хард-рока, в котором выдержан предыдущий альбом Heartbreak Station. По мнению газеты The Morning Call, материал альбома — «глянцевый поп-ориентированный хэви-метал с элементами блюза».
Критики The Hamilton Spectator в свою очередь отмечали: «несмотря на то, что музыка альбома горяча, посыл песен — нет. Кейферу просто стало нечего сказать, кроме юношеских откровений в песне „The Road’s Still Long“».
The Indianapolis Star сделали вывод, что песни «на 90 процентов состоят из припевов („Hot & Bothered“ и „Freewheelin“) и сами по себе не очень оригинальны; это просто повторяющиеся фразы, которые могут понравиться концертной публике».

## Список композиций
Все песни написаны Томом Кейфером, кроме «The Road’s Still Long», которую Том написал в соавторстве с Энди Джонсом, а также «Hot & Bothered», где Тому помогал Эрик Бриттингэм.
| №   | Название                 | Длительность |
| --- | ------------------------ | ------------ |
| 1.  | «Bad Attitude Shuffle»   | 5:31         |
| 2.  | «All Comes Down»         | 5:04         |
| 3.  | «Talk Is Cheap»          | 4:00         |
| 4.  | «Hard to Find the Words» | 5:45         |
| 5.  | «Blood from a Stone»     | 4:52         |
| 6.  | «Still Climbing»         | 5:22         |
| 7.  | «Freewheelin»            | 3:06         |
| 8.  | «Through the Rain»       | 5:07         |
| 9.  | «Easy Come Easy Go»      | 4:33         |
| 10. | «The Road's Still Long»  | 6:05         |
| 11. | «Hot & Bothered»         | 3:57         |

## Участники записи
Состав группы
- Том Кейфер — вокал, гитара, пианино, продюсер
- Джеф ЛаБар — гитара
- Эрик Бриттингэм — бас-гитара

Приглашённые музыканты
- Кенни Аронофф — барабаны
- Фред Кори — барабаны в «Hot & Bothered»
- Джон Пёрделл — Hammond B3, пианио, перкуссия, бэк-вокал
- Джей Девидсон — тенор и баритон саксофоны (2, 9)
- Стив Янковски — труба и тромбон (2)
- Розанна МакНамара — скрипка (4)
- Гэри Корбет — синтезаторы (11)
- Аннет Хардман, Шарлин Холлоуэй — бэк-вокал (4-6)
- Луана Норман — бэк-вокал (10)
- Карла Бенсон,Ивет Бентон — бэк-вокал (11)

Производство
- Дуэйн Барон, Джон Пёрделл — продакшн, сведение, микширование (Unique Recording,Нью Йорк)
- Брайан Стовер, Эрик Гобел — ассистент звукорежиссёра
- Джордж Марино — мастеринг (Sterling Sound, Нью Йорк)

## Сертификации
Альбом
| Чарт (1994)          | Высшая позиция |
| -------------------- | -------------- |
| Swiss Albums Top 100 | 29             |
| Billboard 200 (US)   | 178            |

Песни
| Год  | Сингл                  | Mainstream Rock |
| ---- | ---------------------- | --------------- |
| 1994 | «Bad Attitude Shuffle» | 37              |